# Friedrich Ritter von Röth
L'Oberleutnant Friedrich Ritter von Röth, né à Nuremberg (Empire allemand) le 29 septembre 1893 et mort dans cette ville le 31 décembre 1918, est un as allemand de la Première Guerre mondiale.
Il est le pilote de chasse allemand qui a abattu le plus de ballons d'observation ennemis, vingt sur ses vingt-huit victoires.

## Biographie
Friedrich est le fils du propriétaire d'usine Otto Röth et de la femme au foyer Marie Röth. Après avoir obtenu son diplôme en 1912 à l'actuel lycée Mélanchthon de Nuremberg (de), il sert comme volontaire d'un an dans le 6e régiment d'artillerie de campagne (de) de l'armée bavaroise à Fürth.

## Récompenses et distinctions
- Pour le Mérite
- Ordre militaire de Maximilien-Joseph de Bavière (posthume)